# Kenneth Ogbe
Kenneth Ogbe (* 16. November 1994 in München) ist ein deutscher Basketballspieler.

## Laufbahn
Ogbe, dessen Mutter Deutsche und dessen Vater Nigerianer ist, spielte in der Jugend des TSV Unterhaching, der Franken Hexer in Nürnberg und des FC Bayern München. 2010 wechselte er ans Basketball-Internat der Urspringschule. 2011 und 2013 gewann er mit der U19-Mannschaft den Meistertitel in der Nachwuchs-Basketball-Bundesliga. In der Saison 2012/13 absolvierte er 26 Spiele für Erdgas Ehingen/Urspringschule in der 2. Bundesliga ProA. Im Dezember 2012 führte er die Urspringschüler mit 24 Punkten im Endspiel des Turniers „Arby’s Classic“ im US-Bundesstaat Tennessee zum Erfolg.
Ogbe entschloss sich, in den Vereinigten Staaten Leistungssport und Studium zu verbinden. Von 2013 bis 2016 tat er dies an der University of Utah und war Mannschaftskamerad des Österreichers Jakob Pöltl, der 2016 in die NBA ging. Im Spieljahr 2015/16 bestritt Ogbe wegen Leistenproblemen lediglich fünf Spiele. Ogbe vollzog im Anschluss an diese Saison den Wechsel innerhalb der NCAA an die Utah Valley University. In seinem letzten Spieljahr auf Universitätsniveau, der Saison 2017/18, stand er in 33 Partien stets in der Anfangsformation und erzielte im Durchschnitt 13,7 Punkte pro Partie, was in dieser statistischen Kategorie den Mannschaftshöchstwert bedeutete.
Im Juni 2018 wurde Ogbe vom Bundesligisten Alba Berlin verpflichtet. Mit den Hauptstädtern wurde er 2018/19 deutscher Vizemeister, Ogbe bestritt in seinem ersten Bundesligajahr 30 Spiele und kam auf einen Punkteschnitt von 3,9 je Begegnung. Im Februar 2020 gewann er mit Berlin den deutschen Pokalwettbewerb, Ende Juni 2020 kam die deutsche Meisterschaft hinzu. In der Bundesliga erzielte Ogbe im Meisterjahr im Schnitt 4,4 Punkte pro Begegnung.
Nach zwei Jahren in der Hauptstadt schloss sich Ogbe im Sommer 2020 dem Bundesliga-Konkurrenten Brose Bamberg an und nahm 2022 ein Angebot aus Oldenburg an. Für die Niedersachsen kam er in zwei Jahren auf insgesamt 41 Bundesliga-Einsätze und erzielte in beiden Spieljahren 6,2 Punkte je Begegnung. Er wurde in Oldenburg durch Verletzungen zurückgeworfen.
2024 wechselte er innerhalb der Bundesliga zu den Hamburg Towers.

### Nationalmannschaft
Ogbe bestritt 2013 und 2014 jeweils die U20-Europameisterschaft mit der deutschen Juniorennationalmannschaft. 2015 wurde er erstmals in die A2-Nationalmannschaft und Anfang November 2020 in die A-Nationalmannschaft berufen. Sein erstes A-Länderspiel bestritt Ogbe Ende November 2020 gegen Montenegro.